# Dagfinn Lyngbø
Dagfinn Lyngbø (* 10. November 1972 in Askøy) ist ein norwegischer Komiker und Schauspieler.

## Leben
Lyngbø begann die Ausbildung zum Gärtner und arbeitete anschließend in der Gärtnerei seiner Eltern. Im Alter von 16 Jahren begann er, die Musiklinie einer weiterführenden Schule zu besuchen. In seiner Zeit dort war er in einer Theatergruppe aktiv und wurde von dort zu einem Standup-Auftritt in Bergen eingeladen. Seine einjährige Wehrpflicht beim Militär leistete er als Komiker ab, der zwischen den verschiedenen Standpunkten umherreiste. Anschließend wurde er dort fest übernommen. Ab 1996 tourte er mit eigenen Vorstellungen. Lyngbø stieg dabei zu den meistbesuchten Komikern Norwegens auf und für seine Shows Evolusjon und Supersmud wurden jeweils über 150.000 Karten verkauft.
Im Jahr 2003 war er Teil des Musicals I blanke messingen am Theater Den Nationale Scene. Beim Comedy-Preis Komiprisen gewann er zwischen 2001 und 2013 mehrfach Auszeichnungen, unter anderem vier Mal in der Kategorie als bester Standup-Comedian.
Lyngbøs Auftritte sind häufig von Musik begleitet. 2005 veröffentlichte er mit seiner Band Rakadis ein Album. Im Herbst 2017 veröffentlichte er mit der Band Dagfinn Lyngbøs Barneband ein weiteres Album, nämlich Guttelus. Das Album wurde beim Musikpreis Spellemannprisen 2017 in der Kategorie „Kindermusik“ nominiert. Als Synchronsprecher ist er die norwegische Stimme der Figur Sid in den Ice-Age-Filmen.
Mit seiner Ehefrau, der Komikerin Pernille Sørensen, hat er zwei Kinder.

## Filmografie
- 1997: Nettopp stått opp
- 1999: Lyckliga gatan (Fernsehserie, 4 Folgen)
- 2001: De nære ting
- 2001: Sushi (Fernsehserie)
- 2010: I Make Sense of Humour
- 2017: Side om side (Fernsehserie, 1 Folge)